# Iodate d'argent
L’iodate d'argent est un composé chimique utilisé comme réactif pour détecter de petites quantités de chlorure (analyses de sang). 
Il est à conserver à l'abri de la lumière.